# Îlot Comprido (Selvagens)
Ne pas confondre avec l'Îlot Comprido, un autre îlot de Madère, situé dans la freguesia de Ribeira da Janela.
L'îlot Comprido (en portugais : Ilhéu Comprido) est un îlot situé dans l'archipel des îles Selvagens, à Madère, au Portugal.